# Lycanthropy (Album)
Lycanthropy ist das im Jahre 2003 erschienene Debütalbum des britischen Musikers Patrick Wolf.

## Inhaltliche Konzeption
Das Album setzt akustisch mit Wolfsgeheul ein, und der Mythos von dem Jungen, der sich in einen Werwolf verwandelt, auf den sein Titel anspielt, zieht sich als roter Faden durch das gesamte Werk. Mit dieser Metamorphose baut sich Patrick Apps, der sich seit Beginn seiner Karriere mit dem Künstlernamen Wolf schmückt, ein entsprechendes Image als einsamer Wolf auf, das er auch mit dem Folgealbum Wind in the Wires aufrechterhält. Erst später, in seinem vierten Studioalbum The Bachelor, schwenkt Patrick Wolf auf das kommerziellere Image des Leitwolfs um, der sein Team und seine Fans als Teil eines Rudels (Wolf Tribe) bezeichnet.
Die Bilder, die Patrick Wolf in den Liedern des Albums erschafft, drehen sich vor allem um das Thema des verlorenen Kindes (etwa in Pigeon Song), und um die Orientierungslosigkeit und die Träume des Noch-nicht-Erwachsenen (A Boy like me), und des Nicht-erwachsen-werden-Wollenden (Peter Pan). Besonders düster wird das Thema des Kindesverlusts und der sexuellen Initiation in The Childcatcher illustriert, einem verstörenden Lied über die Entführung eines Jungen durch einen pädophilen Triebtäter, welches sowohl die Perspektiven des Täters als auch der Mutter des Opfers miteinander kontrastiert. Der Initiationsritus („rite of passage“), der hier beschrieben wird, kann auch auf das gesamte Album bezogen gedeutet werden, mit dem Patrick Wolf vom musizierenden Jungen zum heulenden Werwolf mutiert.
Der (im wertfreien Sinne) pubertäre Gesamtcharakter des Werks kommt besonders deutlich im Titellied Lycanthropy zur Geltung, der von der Befreiung von sexuellen Identitätsnormen durch Verstümmelung des eigenen Geschlechts und dem dadurch wiedergewonnenen Glück der Selbstfindung handelt.

## Titelliste
1. Prelude – 1:31
2. Wolf Song – 3:27
3. Bloodbeat – 3:50
4. To the Lighthouse – 4:05
5. Pigeon Song – 3:34
6. Don't Say No – 4:02
7. The Childcatcher – 4:27
8. Demolition – 6:07
9. London – 3:53
10. Paris – 4:46
11. Peter Pan – 1:53
12. Lycanthropy – 4:10
13. A Boy Like Me – 3:29
14. Epilogue – 2:06[5]

## Anknüpfungspunkte
Auch Patrick Wolfs Lied Short Stories handelt von einem Wolf, der zum (oder zur?) Geliebten eines Jungen wird, und dem vom Vater des Jungen mit einer Flinte aufgelauert wird.